# Złotniczki (województwo kujawsko-pomorskie)
Złotniczki – dawna kolonia w Polsce położona w województwie kujawsko-pomorskim, w powiecie inowrocławskim, w gminie Złotniki Kujawskie.
Nazwa istniała do 1993 roku, zniesiona i przyłączona do wsi Złotniki Kujawskie.
Miejscowość leży przy trasie drogi wojewódzkiej nr 284.
W latach 1975–1993 miejscowość administracyjnie należała do województwa bydgoskiego.